# Rachel Kealaonapua O’Sullivan
Rachel Kealaonapua „Keala“ O’Sullivan (* 3. November 1950 in Honolulu, Hawaii) ist eine ehemalige US-amerikanische Wasserspringerin.

## Lebenslauf
Keala O’Sullivan wurde 1950 in Honolulu geboren und wuchs dort auf. Ihr Vater war ein regional bekannter Sportler und auch Keala zeigte schnell Interesse an diversen Sportarten. So war sie im Volleyball, in Leichtathletik, Gymnastik und Schwimmen aktiv, konzentrierte sich aber immer mehr auf den Wassersprung-Sport.
Bereits im Alter von 14 Jahren gewann sie bei den Junioren-Meisterschaften der AAU vom Ein-Meter-Brett in Lincoln, Nebraska die nationale Meisterschaft. Bei den Olympischen Sommerspielen 1968 in Mexiko-Stadt konnte sie ihren größten sportlichen Erfolg feiern: vom 3-Meter-Brett gewann die 17-jährige Schülerin der Punahou High School Bronze hinter Tamara Pogoschewa aus der Sowjetunion und Susan Gossick aus den Vereinigten Staaten. Von der Zweitplatzierten Pogoschewa trennten sie hierbei nur 0,07 Punkte.
Nach den Spielen und dem Abschluss ihrer Schule legte sie eine sportliche Pause ein und konzentrierte sich auf ihr Studium. Vor den Olympischen Spielen 1972 wagte sie ein Comeback, scheiterte aber knapp an der Qualifikation für München.
Danach beendete O’Sullivan ihre Karriere und wurde eine gefragte Wassersprung-Trainerin. Eine Tätigkeit, die sie allerdings von 1982 bis 1986 ruhen ließ, um sich um ihre 3 Kinder zu kümmern.
1999 wurde sie in die Hawaii Sports Hall of Fame aufgenommen.